# Florin Ciurariu
Florin Ciurariu (n. 3 aprilie 1971

) este un deputat român, ales în 2012 din partea Partidului Național Liberal.